# Josef Haken
Josef Haken (20. května 1880 Markvartice – 3. května 1949 Praha) byl československý politik, meziválečný poslanec a senátor Národního shromáždění, zpočátku za Československou sociálně demokratickou stranu dělnickou, později za Komunistickou stranu Československa (KSČ), ve dvacátých letech 20. století funkcionář KSČ a předseda strany.

## Biografie
Absolvoval školu v rodných Markvarticích a od roku 1892 navštěvoval měšťanskou školu v Sobotce. V období let 1896–1900 vystudoval na učitelském ústavě v Jičíně, kde složil maturitu. Působil jako učitel. Nejprve získal v roce 1901 místo na škole v Sobotce, ale po třech měsících o práci přišel. Při nemožnosti najít zaměstnání nastoupil v Liberci jako dobrovolník do armády. Po roce 1902 byl opět pedagogem v Sobotce a od roku 1903 učil na různých školách v rodném regionu. Byl aktivní v učitelských organizacích a byl členem ateistického sdružení Volná myšlenka.
Od roku 1906 se politicky angažoval jako člen sociální demokracie. Okolo roku 1910 začal přispíval do regionálního sociálně demokratického tisku, zejména do Polabského obzoru, Pochodně a Volnosti. V období let 1909–1911 je uváděn coby delegát na sjezdech sociální demokracie. V červenci 1912 se stal předsedou okresní organizace sociální demokracie v Jičíně. Kvůli svým politickým názorům byl jako učitel opakovaně překládán. V letech 1910–1920 učil v Třtěnicích. V době první světové války sloužil v rakousko-uherské armádě. Roku 1915 byl odvelen na srbskou frontu, v roce 1916 bojoval na italské frontě. V červenci 1917 absolvoval v Jablonci nad Nisou důstojnický kurz a byl následně odvelen do Uherska a Rumunska. Během válečných let se v rámci sociálně demokratické strany profiloval jako odpůrce národního křídla strany, které reprezentovali Gustav Habrman, Rudolf Bechyně nebo Luděk Pik. Jeho protivníci ho osočovali z prorakouského postoje. Po vzniku Československa zastupoval sociální demokracii v okresní správní komisi v Jičíně. Při rozkolu ve straně se přidal k levici.
V parlamentních volbách v roce 1920 získal mandát v Národním shromáždění za sociální demokraty. V říjnu se podílel na vzniku samostatného poslaneckého klubu sociálně demokratické levice a byl jeho jednatelem. Podílel se i na organizování generální stávky v prosinci 1920. Roku 1921 přešel do nově vzniklé komunistické strany, v jejímž poslaneckém klubu byl jednatelem, od roku 1925 předsedou. V rámci komunistického hnutí se profiloval radikálně. Kritizoval i Bohumíra Šmerala, který podle něj váhal s jasným příklonem k revoluční levici. V parlamentních volbách v roce 1925 poslanecký mandát obhájil.
Jako představitel levicového křídla komunistické strany uspěl na II. sjezdu KSČ. 11. listopadu 1924 byl zvolen předsedou strany a politickým tajemníkem KSČ. Funkci zastával do listopadu 1926. Od 11. listopadu 1924 do roku 1926 také vykonával funkci předsedy výkonného výboru KSČ. Později zasedal až do roku 1936 v ÚV KSČ. Kromě toho byl od 11. listopadu 1924 do 14. dubna 1936 členem politbyra ÚV KSČ a od 11. listopadu 1924 do 29. září 1925 i členem orgbyra, následně do listopadu 1926 členem sekretariátu ÚV KSČ. Roku 1925 se angažoval proti pravicovému křídlu Josefa Bubníka, jenž byl se svými stoupenci vyloučen ze strany. Na konci roku 1926 Haken odjel do Moskvy a objevil se v exekutivě Komunistické internacionály. 9. dubna 1927 se stal členem ústředního sekretariátu KSČ a byl jím do podzimu 1928. Do vysokých stranických funkcí se vrátil roku 1929 v souvislosti s nástupem skupiny okolo Klementa Gottwalda, ačkoliv sám nepatřil mezi lidi blízké Gottwaldovi. Haken řídil jednání V. sjezd KSČ roku 1929, na kterém Gottwald ovládl stranu.
V parlamentních volbách v roce 1929 získal za komunisty senátorské křeslo v Národním shromáždění. Mandát obhájil v parlamentních volbách v roce 1935. V senátu setrval do roku 1936, kdy na funkci rezignoval. Nahradil ho Václav Vacek.
Podle údajů k roku 1925 byl bytem v Praze na Žižkově.
Důvodem k rezignaci na senátorský mandát byla těžká nemoc, trpěl revmatismem. I díky tomu byl ušetřen pronásledování za nacistické okupace, ačkoliv byl sledován gestapem.
V poválečném období se již aktivněji politicky neangažoval. Komunistický režim po roce 1948 a po jeho smrti roku 1949 mu ovšem projevoval úctu. Urna s jeho popelem byla uložena v Národním památníku na Vítkově. Hakenovo jméno neslo Vojenské politické učiliště v Roudnici nad Labem. Koncem 80. let se plánovalo, že budovaná stanice pražského metra ponese jméno Hakenova. Byla ovšem uvedena do provozu v roce 1990, již pod jménem Invalidovna.